# Llista de seleccions no afiliades a la FIFA
Aquestes seleccions no estan afiliades a la FIFA, per tant no poden participar en la Copa del Món de la FIFA.

## Membres associats
- Bonaire[1]
- Guadeloupe[1]
- Guaiana Francesa[1]
- Illes Marianes del Nord[2]
- Kiribati[3]
- Martinica[1]
- Niue[3]
- Reunió[4]
- Saint-Martin[1]
- Sint Maarten[1]
- Tuvalu[3]
- Zanzíbar[4]

## Nacions sobiranes no afiliades
- Abkhàzia[5]
- Artsakh[5]
- Ciutat del Vaticà
- Estats Federats de Micronèsia
- Illes Marshall
- Micronèsia
- Mònaco[5](Selecció)
- Nauru
- Ossètia del Sud[5]
- Regne Unit*
- Palau
- República Popular de Donetsk[5]
- Sàhara Occidental[5]
- Somalilàndia[5]
- Xipre del Nord[5]

* La FIFA reconeix la selecció del Regne Unit per a competicions olímpiques.

## Altres seleccions
Llista de seleccions de nacions no reconegudes, regionals, dependències, insulars i pobles sense estat.

### Europa
| Espanya: - Andalusia (Selecció) - Aragó (Selecció) - Astúries - Canàries - Cantàbria - Cartagena - Castella i Lleó - Castella-la Manxa - Catalunya (Selecció) - Ceuta - Galícia - Illes Balears (Selecció) - Menorca (Selecció) - Melilla - Navarra - País Basc (Selecció) - País Valencià (Selecció) - Regió de Múrcia França: - Bretanya - Comtat de Niça - Còrsega - Occitània |  | Regne Unit: - Alderney - Anglesey - Cornualla - Gibraltar - Guernsey - Illa de Man - Illa de Wight - Illes Shetland - Jersey - Orkney - Sark - Western Isles Escandinàvia: - illes Åland, Finlàndia - Bornholm, Dinamarca - Frøya, Noruega - Gotland, Suècia - Groenlàndia, Dinamarca - Hitra, Noruega - Lapònia, Noruega, Suècia, Finlàndia - Terres d'Escània, Suècia - Öland, Suècia - Svalbard, Noruega |  | Portugal: - Açores - Madeira Resta d'Europa: - Alta Hongria, Hongria - Alt Karabakh, Azerbaijan - Armènia Otomana, Turquia - Crimea, Ucraïna - Délvidék, Croàcia, Sèrbia, Hongria, Romania, Eslovènia - Francònia, Alemanya - Gagaúsia, Moldàvia - Luhansk, Ucraïna - Lusàcia, Alemanya - Padània, Itàlia - Rècia, Àustria, Itàlia, Suïssa - República Srpska, Bòsnia i Hercegovina - Romanís - Rodes, Grècia - Saaremaa, Estònia - Silèsia, Polònia - Tatarstan, Rússia - Transcarpàcia, Ucraïna - Transnístria, Ucraïna, Moldàvia - Tuva, Rússia - Voivodina, Sèrbia - Székely, Romania |  |  |

### Àfrica
- Barawa,[5] Somàlia
- Cabinda, Angola
- Caprivi, Namíbia
- Darfur,[5] Sudan
- Matabelelàndia,[5] Zimbabwe
- Mayotte, França
- Santa Helena, Regne Unit
- Somalilàndia,[5] Somàlia
- Txagos,[5] República de Maurici

### Amèrica
| Amèrica del Nord: - Cascàdia, Estats Units, Canadà - Navajo, Estats Units - Illa del Príncep Eduard, Canadà - Quebec, Canadà - Saint-Pierre i Miquelon, França Amèrica del Sud: - Illes Juan Fernández, Xile - Illes Malvines, Regne Unit |  | Carib: - Nevis, Saint Kitts i Nevis - Saint Barthélemy, Guadeloupe, França - Saint Croix, Illes Verges Nord-americanes - Saint Kitts, Saint Kitts i Nevis - Illa de Saint Thomas, Illes Verges Nord-americanes - San Andrés y Providencia, Colòmbia - Tobago, Trinidad i Tobago - Tortola, Illes Verges Britàniques - Virgin Gorda, Illes Verges Britàniques |  |  |

### Àsia
- Coreans Units al Japó[5]
- Guangxi, Xina
- Jammu i Caixmir, Índia-Pakistan
- Kurdistan[5]
- Lesguians,[5] Azerbaidjan, Rússia
- Nagaland, Índia
- Panjab,[5] Índia, Pakistan
- Tamil Eelam,[5] Sri Lanka
- Ryūkyū,[5] Japó
- Rohingya,[5] Myanmar
- Tibet,[5] Xina
- Sikkim, Índia
- Uigurs,[5] Xina

### Oceania
| Austràlia: - Illa Christmas - Illa Norfolk - Illa de Lord Howe - Illes Cocos - Poble Indígena Australià - Tasmània |  | Resta d'Oceania: - Banaba, Kiribati - Chuuk, Micronèsia - Illes Cocos, Guam - Illa de Bougainville, Papua-Nova Guinea - Pohnpei, Micronèsia - Rotuma, Fidji - Tokelau, Nova Zelanda - Wallis i Futuna, França - Yap, Micronèsia |  |  |